# 香港超級馬拉松
香港超級馬拉松（HK Ultramarathon） ，是一項由香港業餘田徑總會認可、在香港舉辦的超級馬拉松 （Ultra-marathon）。
第一屆香港超級馬拉松於2015年3月1日（星期日）上午7時30分舉行，比賽距離為50公里，賽事由國際扶輪3450地區支持，名為扶輪香港超級馬拉松（Rotary HK Ultramarathon 2015）。
第一屆賽事於香港中環龍和道舉行。賽事分個人50公里組別（時限：6.5小時）和隊制接力賽事（時限：5小時），集合地點為中環龍和道停車場。

香港前首席單車運動員洪松蔭和香港半程馬拉松青年紀錄保持者黃暐璁亦有參與第一屆的賽事，前者以三小時三十分四十三秒獲男子先進二組冠軍。全場總冠軍則由黃暐璁以三小時二十四分二十秒奪得。
在2015年7月30日，賽事籌備委員會主席麥振業先生代表扶輪社3450地區宣佈會繼續舉辦第二屆香港超級馬拉松2016，賽事將於在2016年3月6日（星期日）於香港中環龍和道舉行 。

## 賽事認可
香港超級馬拉松為香港第一個認可之50公里道路賽事（即由香港業餘田徑總會認可）。
第一屆賽事由香港業餘田徑總會主辦、國際扶輪3450地區全力支持及屈臣氏蒸餾水贊助。

## 賽事詳情
第一屆的賽事名額為1,000人，賽事以中環龍和道東行線近添馬公園作起步點及終點。賽事以繞圈賽方式舉行，每圈2公里，參加者須完成25圈共50公里的賽事。

## 獎項
所有參加者均可獲紀念T恤乙件。
賽事分為男、女子壯年組、先進一組及先進二組，共六組。每組的個人組別均設有冠、亞、季軍。
每位於指定時間內完成比賽的參加者，均可獲獎牌乙塊。

## 第一屆賽事成績
第一屆香港超級馬拉松中，香港男子青年半程馬拉松紀錄保持者黃暐璁以3小時24分20秒獲全場總冠軍。
女子全場總冠軍則由39歲女子先進一組的JULIE BEATTY 以4小時02分03秒獲得，她同時為女子先進一組的組別冠軍。
消防長跑隊A隊則獲得第一屆香港超級馬拉松接力挑戰賽的全場總冠軍。

## 第二屆賽事情況及成績
第二屆扶輪香港超級馬拉松於2016年3月6日舉行。首屆男子全場總冠軍黃暐璁出席記者招待會時表示其教練黎可基可能參賽，因此未必能夠衛冕。
大會宣佈今屆超馬的團體接力賽將改成每八人一組，而每人僅可出場一次；此賽項的報名收益將全數撥捐予東華三院的精神健康服務。
今屆賽事除吸引跑手參與，AMTD資產管理業務總經理連敬涵、惠理ETF業務拓展高級副總裁葉浩文及瑞信香港輪證銷售主管何啟聰等，亦連同另外5名跑友參賽。賽事大會贊助商泰加主席張德熙亦有在場打氣。
第二屆香港超級馬拉松中，黃暐璁以3小時28分49秒獲全場總冠軍。
女子全場總冠軍則由JULIE BEATTY以3小時59分16秒獲得，她同時為女子先進一組的組別冠軍。
Fire Service Department則獲得隊際接力的總冠軍。

## 第三屆賽事情況及成績
第三屆扶輪香港超級馬拉松2017於3月5日舉行。兩屆男子全場總冠軍黃暐璁出席發布會時建議參賽者應著重耐力和長跑離訓練，要循序漸進，堅持每星期進行帶氧訓練，如30 – 40分鐘的慢跑，而當中最少要有一次是30 – 45公里的長距離慢跑。
今屆超馬除了個人賽之外，亦設有4個界別的團隊接力賽，包括企業、社會服務、新世代及扶輪社。此外，大會將同日舉行「扶輪嘉年華」予參賽者。
在第三屆香港超級馬拉松中，過去連續兩屆的男子全場總冠軍黃暐璁，在今屆賽事成功衛冕，時間為3小時23分05秒。
女子全場總冠軍為女子先進二組的馮靜恩，時間為4小時20分57秒。根據香港業餘田徑總會在2017年對先進二組的定義，在此組別參賽的運動員的年齡在2017年達45歲或以上。 
隊際接力的總冠軍是Police Athletics Club，而過去連續兩屆獲得接力冠軍的消防長跑隊並沒有參加本屆賽事。

## 第四屆賽事情況及成績
在第四屆香港超級馬拉松中，過去連續三屆的男子全場總冠軍黃暐璁，在今屆賽事未能衛冕，位居全場第三名。
今屆男女子全場總冠軍皆不是本地跑手，為歷屆首次。男子全場總冠軍由肯亞籍跑手WILLY KIPKEMOI ROTICH以破大會紀錄成績3小時19分25秒獲得，而女子全場總冠軍由蒙古國跑手BADAMHATAN.D以破大會紀錄成績3小時49分52秒獲得。
本地男女子第一名則分別由李宏俊和范倩怡獲得。當中，范倩怡跑出的成績為歷屆本地女子跑手最快成績。

### 歷屆總冠軍
| 年份/屆     | 成绩          | 姓名                  | 國籍     |
| ----------- | ------------- | --------------------- | -------- |
| 2015/第一屆 | 3小時24分20秒 | 黃暐璁                | 中國香港 |
| 2016/第二屆 | 3小時28分49秒 | 黃暐璁                | 中國香港 |
| 2017/第三屆 | 3小時23分05秒 | 黃暐璁                | 中國香港 |
| 2018/第四屆 | 3小時19分25秒 | WILLY KIPKEMOI ROTICH |          |

| 年份/屆     | 成绩          | 姓名         | 國籍     |
| ----------- | ------------- | ------------ | -------- |
| 2015/第一屆 | 4小時02分03秒 | Julie Beatty | 美国     |
| 2016/第二屆 | 3小時59分16秒 | Julie Beatty | 美国     |
| 2017/第三屆 | 4小時20分57秒 | 馮靜恩       | 中國香港 |
| 2018/第四屆 | 3小時49分52秒 | BADAMHATAN.D | 蒙古国   |